# Sócrates
Sócrates Brasileiro Sampaio de Souza Vieira de Oliveira, (n. 19 februarie 1954, Belém, Pará, Brazilia – d. 4 decembrie 2011, São Paulo, São Paulo, Brazilia), mai bine cunoscut ca Sócrates, a fost un fotbalist brazilian. Este considerat unul dintre cei mai buni fotbaliști din istorie, fiind inclus de Pelé în lista FIFA 100 în 2004. Cel mai des a fost folosit ca și mijlocaș ofensiv sau central, însă și-a început cariera ca și atacant central. Sócrates a fost medic, o realizare rară pentru un fotbalist profesionist (a deținut o diplomă de licență în medicină de la Faculdade de Medicina de Ribeirão Preto, școala medicală a Universității din São Paulo). Și mai impresionant este faptul că a obținut diploma în timpul carierei sale de fotbalist profesionist. Este fratele mai mare al fotbalistului Raí. A decedat la spitalul Albert Einstein din São Paulo în urma unei infecții intestinale.